# رايموند إي. ويليس
رايموند إي. ويليس (بالإنجليزية: Raymond E. Willis)‏ هو سياسي أمريكي، ولد في 11 أغسطس 1875 في الولايات المتحدة، وتوفي في 21 مارس 1956 في أنغولا في الولايات المتحدة. حزبياً، نشط في الحزب الجمهوري. وقد انتخب عضو مجلس نواب إنديانا وانتخب عضو مجلس الشيوخ الأمريكي.